# Klein Twülpstedt
Klein Twülpstedt ist ein Ortsteil der Gemeinde Groß Twülpstedt, im Landkreis Helmstedt in Niedersachsen.

## Geografie und Verkehrsanbindung
Klein Twülpstedt liegt im Osten von Niedersachsen, die Landschaft um Klein Twülpstedt wird zum Helmstedter Holzland gezählt. Durch Klein Twülpstedt verläuft die Bundesstraße 244. Kreisstraßen führen von Klein Twülpstedt nach Meinkot/Papenrode und Rümmer. Buslinien führen von Klein Twülpstedt bis nach Helmstedt und Wolfsburg.

## Geschichte
Die erste bekannte Erwähnung von Klein Twülpstedt als Twilpstede datiert auf das Jahr 1311.
Von 1807 bis 1813, in der Franzosenzeit, gehörte Klein Twülpstedt zum Kanton Bahrdorf im Distrikt Helmstedt, im Departement der Oker des Königreiches Westphalen. Mit der 1814 erfolgten Neuordnung kam Klein Twülpstedt zum Kreisgericht Vorsfelde, dem späteren Amt Vorsfelde. Seit der Gründung des Landkreises Helmstedt am 1. Januar 1833 gehört Klein Twülpstedt dazu.
1853 wurde der Schützenverein gegründet. 1853/54 erfolgte der Bau des Schulgebäudes, in dem 1855 der Unterricht aufgenommen wurde. 1866 wurde der Friedhof eingerichtet, 1883 die Aktien-Zuckerfabrik Twülpstedt gegründet.
1902 bekam Klein Twülpstedt einen Eisenbahnanschluss. 1919 wurde die Spar- und Darlehenskasse Klein Twülpstedt gegründet, 1935 die Freiwillige Feuerwehr.
Infolge der Flucht und Vertreibung Deutscher aus Mittel- und Osteuropa von 1945–1950 hatte sich die Einwohnerzahl von Klein Twülpstedt von 295 (1939) auf 559 (1950) vergrößert, davon waren 1950 216 Heimatvertriebene, überwiegend aus Schlesien. 1950 begann die Einrichtung einer Volksbücherei, deren Bestand 1962 bereits rund eintausend Bücher umfasste. 1952 wurde die Schule um einen zweiten Klassenraum erweitert, der in einem freistehenden Neubau neben dem alten Schulgebäude eingerichtet wurde, nachdem die Schülerzahl auf rund 80 Kinder angestiegen war. In den 1950er Jahren wurde auch ein Kalthaus erbaut, das bereits 1961 eine Erweiterung erfuhr. 1963/64 wurde ein neues Feuerwehrhaus erbaut.
1966 erfolgte die Schließung der Schule, und die Spar- und Darlehenskasse Klein Twülpstedt ging in der neu gegründeten Spar- und Darlehenskasse Sisbeck auf. Seit dem 1. Juli 1972 gehört Klein Twülpstedt zur Gemeinde Groß Twülpstedt. 1975 wurde der Personenverkehr auf dem Bahnhof eingestellt, 1988 die Zuckerfabrik geschlossen. 1996 erfolgte die Einweihung eines neuen Feuerwehrhauses.

## Einwohnerzahlen
| Jahr      | 1790 | 1821 | 1849 | 1871 | 1905 | 1925 | 1939 | 1950 | 1956 | 1960 | 1965 |
| --------- | ---- | ---- | ---- | ---- | ---- | ---- | ---- | ---- | ---- | ---- | ---- |
| Einwohner | 179  | 200  | 231  | 289  | 314  | 328  | 295  | 559  | 462  | 408  | 372  |

## Infrastruktur

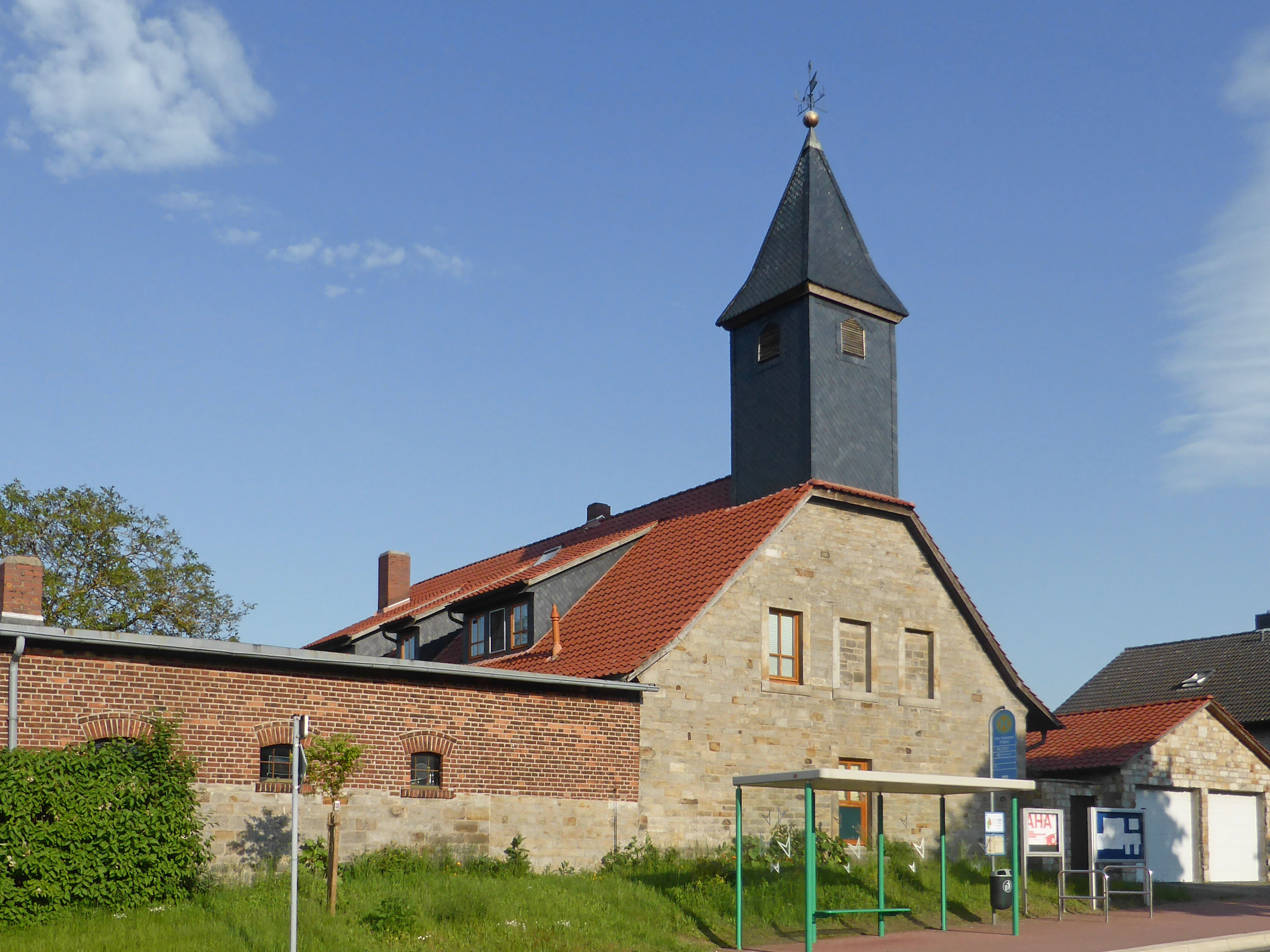
Ehemaliges Schulgebäude von 1853/54

In Klein Twülpstedt befinden sich ein Feuerwehrhaus, ein Spielplatz, ein Sportplatz und ein Friedhof mit einer Kapelle und dem Kriegerdenkmal, das an die Klein Twülpstedter Opfer der beiden Weltkriege erinnert.
Gastronomie sowie Einkaufsmöglichkeiten des täglichen Bedarfs, mit Ausnahme eines Hofladens, sind in Klein Twülpstedt nicht mehr vorhanden. Die Schule, die Poststelle II („Klein Twülpstedt“, später „Groß Twülpstedt 2“), die Nebenstelle der Spar- und Darlehenskasse Sisbeck, die Bäckerei, die auch ein Lebensmittel- und Gemischtwarensortiment anbot, und die Gaststätten wurden geschlossen.
Klein Twülpstedt hat keine Kirche. Eine evangelische Kirche, St. Maria und St. Cyriakus, befindet sich in Groß Twülpstedt. Katholiken in Klein Twülpstedt gehören zur Pfarrei St. Michael in Vorsfelde mit der nähergelegenen Filialkirche Unbefleckte Empfängnis Mariä in Velpke.
Der Schützenverein von 1853 Klein Twülpstedt e. V. verfügt über einen Schützenplatz und einen Schießstand.
Von 1902 bis 1975 bestand in Klein Twülpstedt Bahnanschluss im Personenverkehr durch die Bahnstrecke Schandelah–Oebisfelde. Bis 1987 wurde die Zuckerfabrik im Güterverkehr noch bedient. Am 31. Mai 1992 wurde der Güterverkehr offiziell eingestellt.
Klein Twülpstedt war von 1883 bis 1988 Sitz einer Zuckerfabrik. Bis 1993 konnten hier noch Zuckerrüben angeliefert werden. Inzwischen wurden die Fabrikgebäude abgerissen, heute ist das Grundstück Sitz eines 2005 gegründeten Straßenbauunternehmens.

## Persönlichkeiten
- Ayke Witt (* 1992), deutscher Popsänger, wuchs in Klein Twülpstedt auf.